# Annales de géographie
Pour les articles homonymes, voir Annales (homonymie).

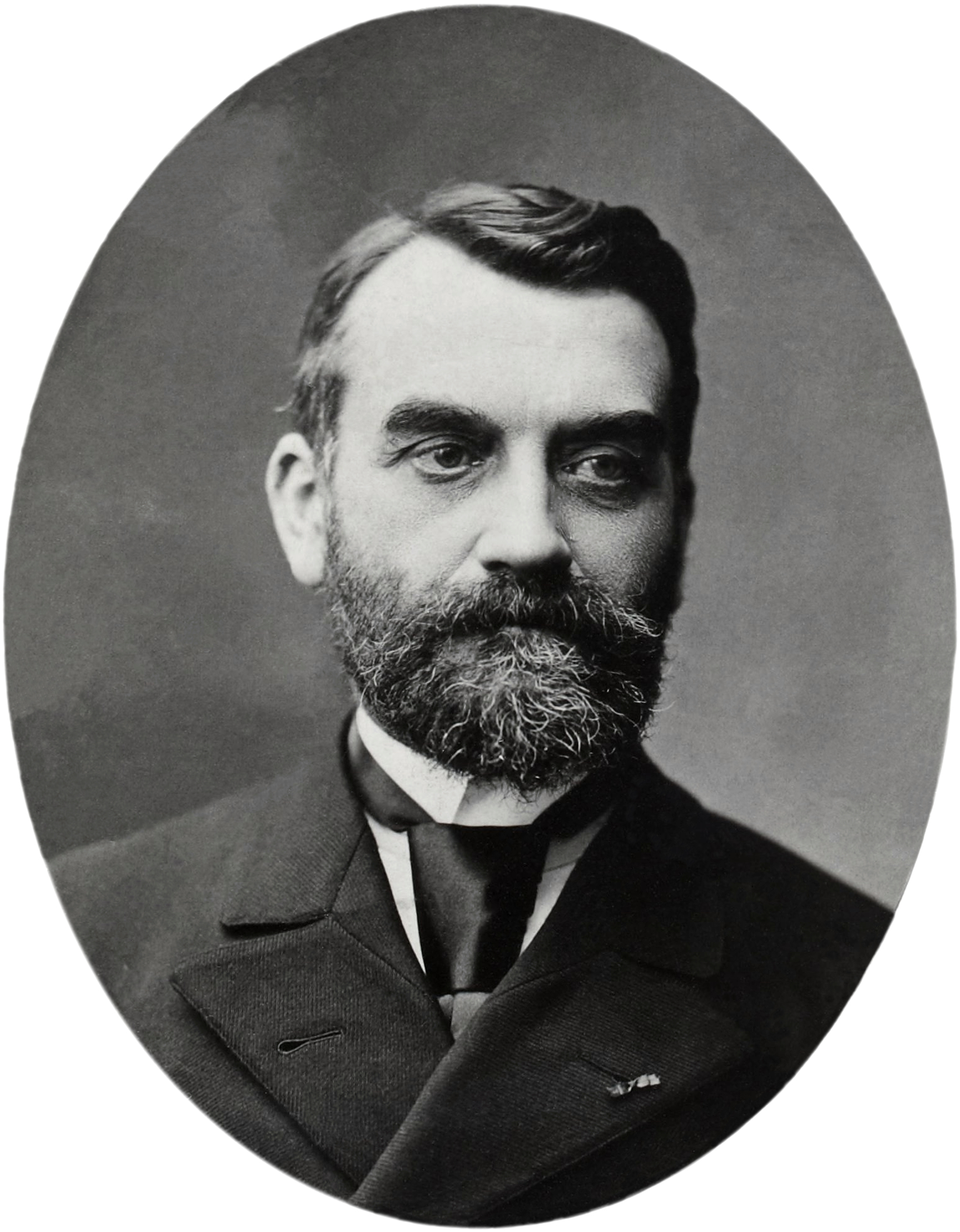
Paul Vidal de La Blache.

Les Annales de géographie sont une revue géographique française fondée par Paul Vidal de La Blache en 1891. Avec la participation de nombreux géographes, français mais aussi étrangers, la revue donne un aperçu des avancées de la recherche et de la pensée géographique.
Plusieurs grands géographes prirent part à la réalisation des différents numéros comme Augustin Bernard, Jacqueline Beaujeu-Garnier ou Yves Lacoste.
Entre 1940 et 1946, elle fusionne avec la revue de la Société de géographie, La Géographie, tout en gardant son nom.